# اليوسيفية (الدلنجات)
قرية اليوسيفية هي إحدى القرى التابعة لمركز الدلنجات في محافظة البحيرة في جمهورية مصر العربية. حسب إحصاءات سنة 2006، بلغ إجمالي السكان في اليوسيفية 645 نسمة، منهم 351 رجل و294 امرأة.